# Németh Mihály (plébános)
Németh Mihály (Kisbarát (Győr megye), 1751 – Győr, 1830. július 30.) római katolikus esperes-plébános.

## Élete
Evangélikus szülők gyermeke, akik később a katolikus vallásra tértek. Németh Győrben végezte iskoláit és e megye papnövendékei közé vétetett fel. Áldozópappá szentelték, majd előbb káplán volt Szentjánoson, 1778. március 24-én Sövényházára (Győr megye) nevezték ki plébánosnak, ahol 1813. április 2-ig működött, amikor nyugalomba vonult.
Cikke a Patriotisches Wochenblatt für Ungernben (1804. Die veredelte Schafzucht zu Sövényháza).

## Munkái
- Keresztény imádságok. Pozsony, 1787.
- A selyem juhokról. Pozsony és Pest, 1792. Rézmetszettel.
- Kettős kincs, az az a jámbor és hasznos magyar nevendék földmívesnek rendes oktatása. Győr, 1793.
- A lovak orvoslásáról. Irta báró Szind, egy hadi lovas seregnek ezredese és a koloniai választó herczegnek fő lovászmestere. Magyarra ford… Pozsony, 1796. Rézmetszettel.
- Mindennapi lelki táplálás, az az: a lelki üdvösség keresésének nyomos oktatása, melyet egybeszedegetett és a hivek hasznára kiadott. Pozsony, 1824. Két rész.

Kéziratban a sövényházi plébánián: Keserves zokogások, mellyekkel megsiratja a hajdani jámborságnak eltűnését sat.; A Krisztus Jézus által a világ előtt kinyilatkoztatott közönséges sz. hitnek fő igazságai és ágazatai, befejezte 1825-ben; De officiis parochorum és De munere religiosorum.